# Альбедо (алхимия)
Альбедо (лат. albedo, дословно — «белый цвет») — алхимическая стадия Великого Делания, следующая после нигредо. Стадию альбедо называют также «белое делание», «белый труд», возрождение. Об операции альбедо Мирча Элиаде пишет:

Этим возобновлением мы не только приобретаем новую душу, но и новое тело… Это тело — духовно, тоньше воздуха, подобно лучам Солнца пронизывает все тела…

Альбедо символизирует собой очищение и сублимацию, при котором появляются зачатки сознания. Николя Фламель, известный средневековый алхимик, писал:

Поскольку мы уже назвали черноту смертью, в рамках той же метафоры мы можем назвать белизну жизнью, которая приходит только лишь посредством воскрешения.

Во время стадии альбедо душа «питается молоком», подобно младенцу, которому предстоит духовное взросление. Фламель призывал «накормить молоком жизни новорожденного, которого живой Бог наделил растительной душой».